# Lolita Chammah
Pour les articles homonymes, voir Chammah.
Lolita Chammah est une actrice française née le 1er octobre 1983 à Paris.

## Biographie
Elle est la fille du producteur Ronald Chammah et de l'actrice Isabelle Huppert
.
Lolita Chammah et sa mère Isabelle Huppert incarnent une fille et sa mère dans trois films:
- Une affaire de femmes de Claude Chabrol, en 1988 ;
- Copacabana de Marc Fitoussi, en 2010 ;
- Barrage de Laura Schroeder, en 2017.

En 2019, elle est membre du jury dans deux festivals : 
- le 11e Festival international du film policier de Beaune ,
- le 10e Festival international du film de La Roche-sur-Yon.

### Vie privée
L’actrice a un fils Gabriel, né en 2013, qui joue à 8 ans dans Les Intranquilles de Joachim Lafosse

et deux ans plus tard dans La Vénus d'argent d'Héléna Klotz
.

## Filmographie

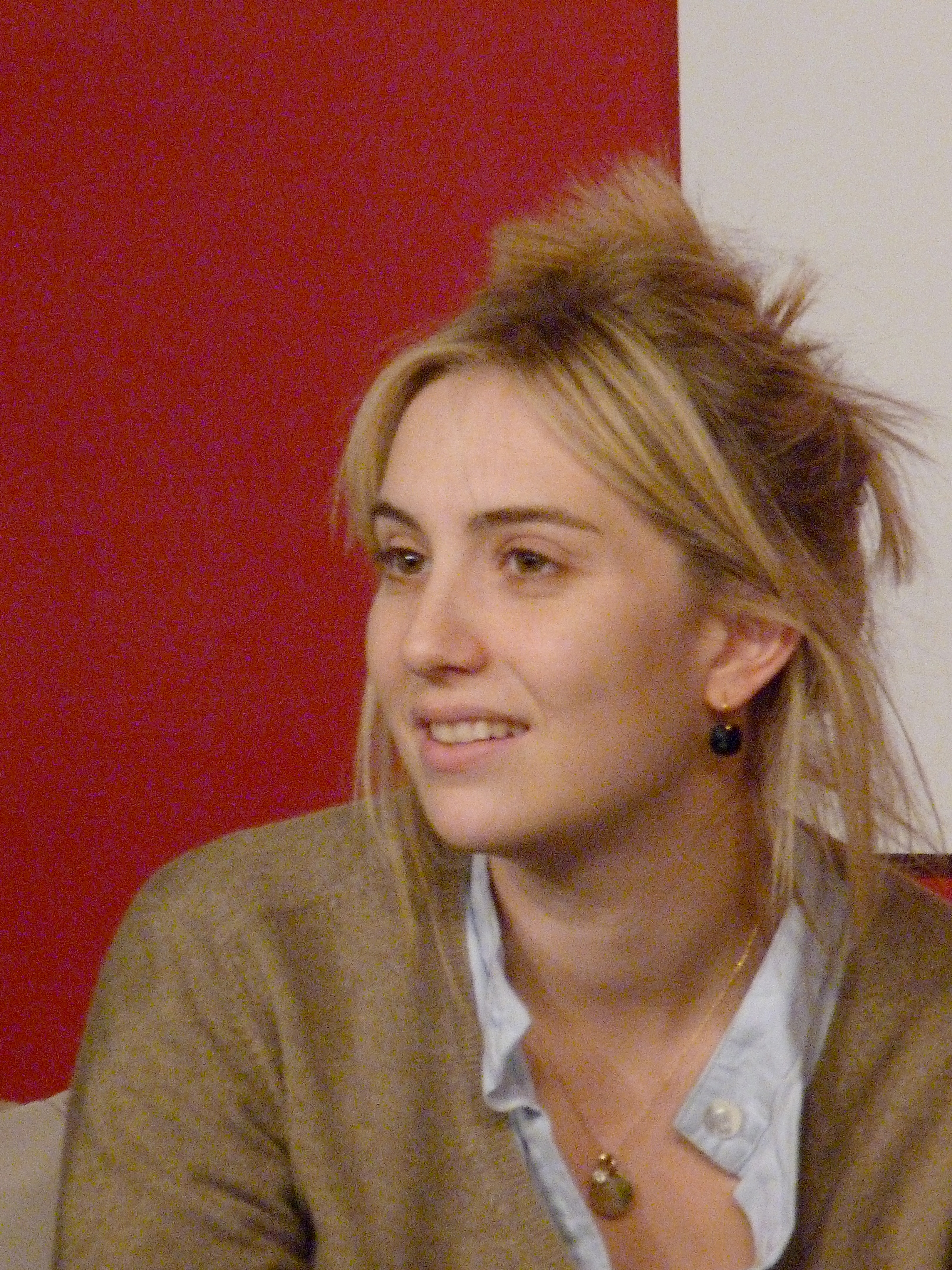
Lolita Chammah lors de la présentation du film Copacabana en 2010.

### Actrice

#### Cinéma
- 1988 : Une affaire de femmes de Claude Chabrol : Mouche
- 1991 : Malina de Werner Schroeter : la Femme, enfant
- 2000 : La Vie moderne de Laurence Ferreira Barbosa : Marguerite
- 2003 : 18 Ans après de Coline Serreau : Ludovica
- 2004 : Process de C.S. Leigh : la femme de chambre
- 2004 : Après mûre réflexion (court-métrage) de Mia Hansen-Løve : Lise
- 2004 : L'Intrus de Claire Denis : la fille sauvage
- 2005 : Mille Soleils (court-métrage) de Mati Diop : Lena
- 2005 : La Vie privée de Zina Modiano : Eva / Zelda
- 2007 : Oui, peut-être de Marilyne Canto (court-métrage) : Elle
- 2007 : Les Larmes blanches de Grégory Rateau (court-métrage) : VItalie Rimbaud
- 2007 : La Vie d'artiste de Marc Fitoussi : Caroline
- 2007 : Parcours d'obstacles de Noémie Gillot (court-métrage) : la jeune fille
- 2008 : Mes copains de Louis Garrel (court-métrage)
- 2008 : Les Bureaux de Dieu de Claire Simon : Emmanuelle
- 2008 : Accordez-moi de Mikael Buch (court-métrage) : Jeanne
- 2008 : Le Feu, le sang, les étoiles de Caroline Deruas (court-métrage) : la jeune femme
- 2008 : La Maison Nucingen de Raoul Ruiz : Voix
- 2009 : Montparnasse (court-métrage) de Mikhaël Hers : Aurélie
- 2009 : Intimité de Lise Macheboeuf : Isabelle
- 2009 : La Femme invisible (d'après une histoire vraie) d'Agathe Teyssier : Carole
- 2009 : Plan cul (court-métrage) d'Olivier Nicklaus : Lolita
- 2010 : Innocente de Samuel Doux[4] (court-métrage) : Lucie
- 2010 : Copacabana de Marc Fitoussi : Esméralda
- 2010 : Mirror of Happiness de Sam Samore : Marianne
- 2010 : Memory Lane de Mikhaël Hers : Muriel
- 2010 : Don't touch me please de Shanti Masud (court-métrage)
- 2010 : Petit Tailleur (court-métrage) de Louis Garrel : Lolita
- 2011 : Vincent et Rebecca de Céline Savoldelli (court-métrage) : Rebecca
- 2012 : Demain ? de Christine Laurent : Aurora Corbelo
- 2012 : Ma première fois de Marie-Castille Mention-Schaar : Juliette
- 2012 : Les Adieux à la reine de Benoît Jacquot : Louison
- 2012 : Eau forte de Lucie Duchêne (court-métrage) : Louise
- 2013 : Les Coquillettes de Sophie Letourneur : Lolita
- 2013 : Retenir les ciels de Clara et Laura Laperrousaz[5] (moyen-métrage) : Iris
- 2013 : Cherry Pie de Lorenz Merz : Zoé
- 2014 : Passer l'hiver d'Aurélia Barbet : Martine
- 2014 : Les Gazelles de Mona Achache : Marie 2
- 2014 : Gaby Baby Doll de Sophie Letourneur : Gaby
- 2015 : La Mal-aimée de Caroline Deruas (court-métrage) : la jeune femme
- 2015 : Anton Tchekhov - 1890 de René Féret : Maria Tchekhova
- 2015 : L'Antiquaire de François Margolin : Sophie
- 2016 : L'Indomptée de Caroline Deruas : Tosca
- 2016 : Le Fils de quelqu'un de Grégory Robin : Laure
- 2017 : Drôles d'oiseaux d'Élise Girard : Viviane Dolmane, dite Mavie
- 2017 : Barrage de Laura Schroeder : Catherine
- 2018 : At Eternity's Gate de Julian Schnabel : la bergère
- 2018 : La Fête des mères de Marie-Castille Mention-Schaar : Dominique
- 2019 : Une fille facile de Rebecca Zlotowski : une invitée au dîner
- 2019 : Moi, maman, ma mère et moi de Christophe Le Masne : Blandine Mounier
- 2020 : A comme Azur de Sébastien Laudenbach et Chiara Malta (court métrage) : Kathy
- 2020 : Lumina de Julien Féret (court métrage) : Lumina
- 2021 : Soul of a Beast de Lorenz Merz : la mère de Zoé
- 2022 : L'Envol de Pietro Marcello : la femme de Renaud
- 2022 : Les Amandiers de Valeria Bruni Tedeschi: costumière de théâtre (non créditée)
- 2022 : Libre Garance ! de Lisa Diaz : Marie
- 2022 : L'Ombre du Caravage (L'Ombra di Caravaggio) de Michele Placido : Anna Bianchini
- 2022 : Eo (Eo) de Jerzy Skolimowski : Dora
- 2023 : Le Consentement de Vanessa Filho : la meilleure amie de la mère
- 2023 : Le Voyage en pyjama de Pascal Thomas : Camille
- 2024 : In the Hand of Dante de Julian Schnabel

#### Télévision

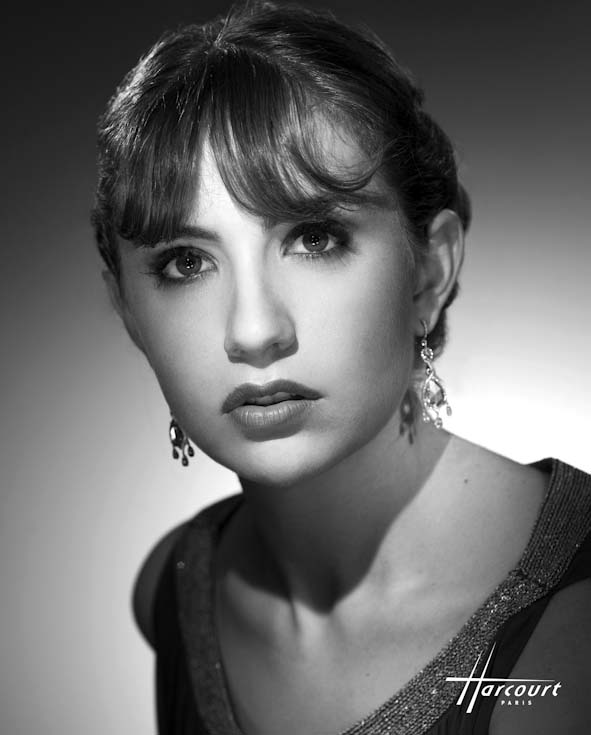
Lolita Chammah photographiée en 2008 par le Studio Harcourt.

- 2007 : Avocats et associés (série télévisée), saison 15, épisode 8 Déni de Patrice Martineau : Berthille
- 2012 : Bankable de Mona Achache (téléfilm) : Leslie Ricci
- 2014 : L'Emprise de Claude-Michel Rome (téléfilm) : Brigitte
- 2018 : Aurore (mini-série télévisée) de Laëtitia Masson : Maya
- 2018 : Tu vivras ma fille (téléfilm) de Gabriel Aghion : Cathy
- 2019 : Crime dans l'Hérault d'Éric Duret (téléfilm) : Corinne Dasi
- 2020 : Dix pour cent (série télévisée), saison 4, épisode Jean d'Antoine Garceau : la mère Noël
- 2021 : 100 % bio de Fabien Onteniente (téléfilm) : Marie
- 2025 : Carême de Martin Bourboulon (Apple TV+) : Marie-Joséphine de Savoie

### Réalisatrice
- 2006 : À cause d'elles (court-métrage) avec Clotilde Hesme, Raphaël Personnaz

## Théâtre
- 2006 : L'École des femmes de Molière, mise en scène Coline Serreau, Théâtre de la Madeleine
- 2008 : Something Wilde d'après Salomé d'Oscar Wilde, mise en scène Anne Bisang, Comédie de Genève
- 2010 : Les Corbeaux d'Henry Becque, mise en scène Anne Bisang, Théâtre du Nord
- 2010 : Something Wilde d'après Salomé d'Oscar Wilde, mise en scène Anne Bisang, Théâtre Artistic Athévains
- 2011 : Les Bonnes de Jean Genet, mise en scène Sylvie Busnel, Théâtre de l'Atelier
- 2012 : Courteline, amour noir : La Peur des coups, La Paix chez soi, Les Boulingrin de Georges Courteline, mise en scène Jean-Louis Benoît, La Criée, Théâtre de la Manufacture, Théâtre National de Nice, Théâtre de Sartrouville et des Yvelines, Théâtre de la Commune, Nouveau théâtre d'Angers, Théâtre des Célestins, Théâtre de Lorient, tournée
- 2014 : Fragments, de Marilyn Monroe[6] ; adaptation et mise en scène de Samuel Doux ; Centre Dramatique National d'Orléans[7]
- 2017 : Rabbit Hole de David Lindsay-Abaire, mise en scène Claudia Stavisky, théâtre des Célestins
- 2019 : Rabbit Hole de David Lindsay-Abaire, mise en scène Claudia Stavisky, Théâtre des Bouffes parisiens
- 2020 : La Visite de et mise en scène Anne Berest, théâtre du Rond-Point

## Discographie
- 2014 : Gaby Baby Doll en duo avec Benjamin Biolay
- 2019 : Un moment excellent en duo avec Andréel